# 182 Elza
182 Elza (mednarodno ime 182 Elsa) je asteroid tipa S v glavnem asteroidnem pasu. 

## Odkritje
Asteroid je odkril avstrijski astronom Johann Palisa 7. februarja 1878 v Pulju . Izvor imena asteroida ni znan. Možno je, da je poimenovan po eni izmed vlog v operi Richarda Wagnerja.

## Lastnosti
Asteroid Elza obkroži Sonce v 3,76 letih. Njegova tirnica ima izsrednost 0,185, nagnjena pa je za 2,004° proti ekliptiki. Njegov premer je 43,68 km, okoli svoje osi se zavrti v 80 h. 
Vrti se torej izredno počasi, saj za en svoj «dan» potrebuje okoli 3,3 zemeljske dneve. Zaradi počenega vrtenja predvidevajo, da ima tudi  spremljevalca oziroma naravni satelit.
Svetlobna krivulja kaže, da ima precej podolgovato ali nepravilno obliko.